# الاتحاد العام لنقابات عمال مصر
الاتحاد العام لنقابات عمال مصر اتحاد عمالي مصري.

## وظيفة الاتحاد
وظيفة الاتحاد العام لنقابات عمال مصر الرئيسية هي الدفاع عن حقوق العمال، ووظيفنه أيضًا هي إعطاء شهادة صفة عمالية لمرشحي مجلس النواب في فئة العمال.

## الجهات التابعة
- النقابة العامة للعاملين بالغزل والنسيج [3]
- النقابة العامة للعاملين بالسياحة والفنادق
- النقابة العامة للعاملين بالنقل البرى
- النقابة العامة للعاملين بالنقل البحرى
- النقابة العامة للعاملين بالنقل الجوى
- النقابة العامة للعاملين بالمناجم والمحاجر
- النقابة العامة للعاملين بالبترول [4]
- النقابة العامة للعاملين بالكيماويات
- النقابة العامة للعاملين بالصناعات الغذائية [5]
- النقابة العامة للعاملين بالصناعات المعدنية والهندسية والكهربائية
- النقابة العامة للعاملين بالخدمات الصحية
- النقابة العامة للعاملين بالتعليم والبحث العلمى
- النقابة العامة للعاملين بالاعلام والصحافة والطباعة والنشر [6]
- النقابة العامة للعاملين بالبناء والأخشاب ومواد البناء
- النقابة العامة للعاملين بالمالية والضرائب والجمارك
- النقابة العامة للعاملين بالبنوك والتأمينات والمؤسسات المالية
- النقابة العامة للعاملين بالتجارة
- النقابة العامة للعاملين بالاتصالات
- النقابة العامة للعاملين بالبريد
- النقابة العامة للعاملين بالإنتاج الحربى
- النقابة العامة للعاملين بالزراعة والرى والصيد واستصلاح الأراضي
- النقابة العامة للعاملين بالخدمات الادارية والاجتماعية
- النقابة العامة للعاملين بالسكك الحديدية ومترو الأنفاق [7]
- النقابة العامة للعاملين بالمرافق العامة [8]
- النقابة العامة للعاملين بهيئة النقل العام
- النقابة العامة للعاملين بالعلوم الصحية
- النقابة العامة للعاملين بالنيابات والمحاكم [9]
- صندوق إعانات الطوارئ للعمال [10]
- المؤسسة الثقافية العمالية [11]
- المؤسسة الاجتماعية العمالية
- الجامعة العمالية [12]

## المطالبات
طالب الاتحاد العام لنقابات عمال مصر من الحكومة المصرية إعادة هيكلة المصانع العملاقة كثيفة العمال مثل مصانع الحديد والصلب وذلك لبحث تطوير المصانع التي تعمل منذ 40 عام، كما طالبوا بصرف إعانة بطالة للشباب.

## القضايا
في 2011 وبعد ثورة 25 يناير،قررت الحكومة المصرية حل مجلس إدارة الاتحاد العام لنقابات عمال مصر، وتم انتخاب مجلس جديد وفي 2013 قرر وزير القوى العاملة إلغاء المجلس الجديد، لكن المجلس قام برفع قضية بإلغاء القرار ولاتزال القضية في المحاكم.

## وصلات خارجية
- الاتحاد العام لنقابات عمال مصر[وصلة مكسورة]